# Liste der Kulturdenkmale in Vockerode
Die Liste der Kulturdenkmale in Vockerode enthält die Kulturdenkmale des Landesamtes für Denkmalpflege und Archäologie in Sachsen-Anhalt in der Ortschaft Vockerode der Gemeinde Oranienbaum-Wörlitz und ist eine Teilliste der Liste der Kulturdenkmale in Oranienbaum-Wörlitz. Grundlage ist das Denkmalverzeichnis des Landes Sachsen-Anhalt, das auf Basis des Denkmalschutzgesetzes des Landes Sachsen-Anhalt, welches am 21. Oktober 1991 durch das Landesamt erstellt und seither laufend ergänzt wurde (Stand: 31. Dezember 2022).

## Legende
In den Spalten befinden sich folgende Informationen:
- Lage: Nennt den Straßennamen und wenn vorhanden die Hausnummer des Kulturdenkmals. Die Grundsortierung der Liste erfolgt nach dieser Adresse. Der Link „Karte“ führt zu verschiedenen Kartendarstellungen und nennt die geographischen Koordinaten.
Link zu einem Kartenansichtstool, um Koordinaten zu setzen. In der Kartenansicht sind Baudenkmale ohne Koordinaten mit einem roten bzw. orangen Marker dargestellt und können in der Karte gesetzt werden. Baudenkmale ohne Bild sind mit einem blauen bzw. roten Marker gekennzeichnet, Baudenkmale mit Bild mit einem grünen bzw. orangen Marker.
- Offizielle Bezeichnung: Nennt den Namen, die Bezeichnung oder zumindest die Art des Kulturdenkmals und verlinkt, soweit vorhanden, auf den Artikel zum Objekt.
- Beschreibung: Nennt bauliche und geschichtliche Einzelheiten des Kulturdenkmals, vorzugsweise die Denkmaleigenschaften.
- Erfassungsnummer: Für jedes Kulturdenkmal wird in Sachsen-Anhalt eine 20stellige Erfassungsnummer vergeben. Die letzten zwölf Ziffern werden für die Untergliederung nach Teilobjekten genutzt und werden nur angegeben, soweit vergeben. In dieser Spalte kann sich folgendes Icon  befinden, dies führt zu Angaben zu diesem Baudenkmal bei Wikidata.
- Ausweisungsart: Die Einordnung des Denkmales nach § 2 Abs. 2 DenkmSchG LSA
- Bild: Ein Bild des Denkmales, und gegebenenfalls einen Link zu weiteren Fotos des Kulturdenkmals im Medienarchiv Wikimedia Commons. Wenn man auf das Kamerasymbol klickt, können Fotos zu Kulturdenkmalen aus dieser Liste hochgeladen werden:

## Kulturdenkmale
| Lage | Bezeichnung              | Beschreibung | Erfassungs- nummer | Ausweisungsart                                | Bild                     |
| --- | ------------------------ | --- | ------------------ | --------------------------------------------- | ------------------------ |
| am Krägen / Fliederwall (Karte) | Brücke                   | Brücke zum Rauhen Wallwachhaus, Krägenbrücke | 094 40090          | Baudenkmal                                    | Brücke                   |
| nordwestlich der Kupenwiesen (Karte) | Wiese                    | Heinemanns Lache | 094 40627          | Baudenkmal                                    | Wiese                    |
| nördlich des Fuchsberges im Vockeroder Forst (Karte) | Wiese                    | Wiesen am Fuchsberg | 094 40628          | Baudenkmal                                    | Wiese                    |
| Vockeroder Forst, nördlich des Leiner Sees (Karte) | Wiese                    | Manus-Wiesen | 094 40629          | Baudenkmal                                    | Wiese                    |
| im Vockeroder Forst, westlich des Löbben (Karte) | Wiese                    | Neue Wiese | 094 40630          | Baudenkmal                                    | Wiese                    |
| nördlich der Verbindungsstraße Dessau-Waldersee Vockerode (L133), in der Nähe des Schwedenhauses (Karte) | Wiese                    | Cortens Wiese | 094 40631          | Baudenkmal                                    | Wiese                    |
| nördlich der L 133, östlich des Schwedenhauses hinter der Brücke vom Kapengraben (Karte) | Wiese                    | Schützenwiese | 094 40632          | Baudenkmal                                    | Wiese                    |
| südlich von Vockerode (Karte) | Wiese                    | Niederförste | 094 40633          | Baudenkmal                                    | Wiese                    |
| südlich von Vockerode, westlich von Niederförste (Karte) | Wiese                    | Hans-Peter-Bruch | 094 40634          | Baudenkmal                                    | Wiese                    |
| nördlich des Löbben, östlich des Leiner Sees (Karte) | Wiese                    | Leiner Seewiesen | 094 40635          | Baudenkmal                                    | Wiese                    |
| südlich des Kapengrabens und östlich des Kapenschlösschen (Karte) | Wiese                    | Wiesen im Forst Kapen | 094 40636          | Baudenkmal                                    | Wiese                    |
| nordwestlich vom Sieglitzer Berg (Karte) | Wiese                    | Großes Hakenloch | 094 40718          | Baudenkmal                                    | Wiese                    |
| (Karte) | Dianentempel             | Deichwärterhaus 2020 als Denkmal eingetragen | 107 30008          | Baudenkmal                                    | Weitere Bilder           |
| (Karte) | Hafenbecken              | Hafenbecken 2020 als Denkmal eingetragen | 107 30009          | Baudenkmal                                    | Hafenbecken              |
| (Karte) | Hochwassermarke          | Hochwassermarke 2020 als Denkmal eingetragen | 107 30010          | Kleindenkmal                                  | Hochwassermarke          |
| (Karte) | Kriegerdenkmal Vockerode | Kriegerdenkmal 2020 als Denkmal eingetragen | 107 30011          | Kleindenkmal                                  | Kriegerdenkmal Vockerode |
| (Karte) | Deich                    | Deich 2020 als Denkmal eingetragen | 107 30012          | Baudenkmal                                    | Deich                    |
| L 133 Richtung Vockerode, zwischen Schwedenhaus und Autobahnabfahrt Richtung Leipzig (Karte) | Allee                    | Allee Der Denkmalbereich zu dem die Allee gehört, ist unter der Erfassungsnummer 094 40715 in Dessau-Roßlau eingetragen.                                                          | 094 40715 002      | Teilobjekt eines Denkmalbereichs - Baudenkmal | Weitere Bilder           |
| L 133 vom Ortsausgang Vockerode bis nach Griesen (Karte) | Allee                    | Allee Der Denkmalbereich zu dem die Allee gehört, ist unter der Erfassungsnummer 094 40715 in Dessau-Roßlau eingetragen. Die Allee verläuft auch durch die Gemarkung von Griesen. | 094 40715 003      | Teilobjekt eines Denkmalbereichs - Baudenkmal | Allee                    |
| August-Bebel-Platz 1, 2, 3, 4, 5, 6, 7, 8, Baumschulenweg 5, 6, Birkenhain 1, 2, 3, 4, 5, 6, 7, 8, 9, 10, 11, 12, 13, 14, Griesener Straße 11, 12, 13, 14, Hainleite 2, 3, 4, 5, 6, 7, 8, 9, 10, 11, Lange Straße 1, 2, 3, 4, 5, 6, 7, 8, 9, 10, 11, 12, 13, 14, Mittelstraße 1, 2, 3, 4, 5, 6, 7, 8, 9, 10, 11, 12 Waldblick 1, 2, 3, 4, 5, 6, 7, 8, 9, 10, 11, 12 (Karte) | Siedlung                 | Kraftwerkssiedlung | 094 40937          | Baudenkmal                                    | Siedlung                 |
| Walderseeer Straße 1 (alt:Dessauer Straße 1) (Karte) | Scheune                  | | 094 40592          | Baudenkmal                                    | Scheune                  |
| Walderseeer Straße 2 (alt:Dessauer Straße 2) (Karte) | Bauernhof                | Bauernhof | 094 40588          | Baudenkmal                                    | Bauernhof                |
| Walderseeer Straße 2 (Karte) | Taubenturm               | Taubenturm | 094 40588 001      | Baudenkmal                                    | Taubenturm               |
| Walderseeer Straße3 (alt:Dessauer Straße 3) (Karte) | Erbrichterhof            | | 094 40587          | Baudenkmal                                    | Erbrichterhof            |
| Walderseeer Straße 28 (alt:Dessauer Straße 28) (Karte) | Tagelöhnerhaus           | | 094 40591          | Baudenkmal                                    | Tagelöhnerhaus           |
| Walderseeer Straße 29 (alt:Dessauer Straße 29) (Karte) | Schule                   | | 094 40585          | Baudenkmal                                    | Schule                   |
| Walderseeer Straße 30 (alt:Dessauer Straße 30) (Karte) | Kirche                   | Dorfkirche Vockerode | 094 40586          | Baudenkmal                                    | Weitere Bilder           |
| Walderseeer Straße 31 (alt:Dessauer Straße 31) (Karte) | Wohnhaus                 | | 094 40590          | Baudenkmal                                    | Wohnhaus                 |
| Walderseeer Straße 32 (alt:Dessauer Straße 32) (Karte) | Taubenturm               | | 094 40589          | Baudenkmal                                    | Taubenturm               |
| Elbreihe (Karte) | Spritzenhaus             | | 094 40581          | Baudenkmal                                    | Spritzenhaus             |
| Elbreihe (Karte) | Wegweiser                | | 094 40582          | Baudenkmal                                    | Wegweiser                |
| Griesener Straße (Karte) | Transformatorenstation   | Transformatorenstation 2021 als Denkmal ausgewiesen. | 107 30028          | Baudenkmal                                    | Transformatorenstation   |
| Im Winkel 1 (Karte) | Forsthof                 | | 094 40584          | Baudenkmal                                    | Forsthof                 |
| Im Winkel 4 (Karte) | Schmiede                 | | 094 40583          | Baudenkmal                                    | Schmiede                 |
| östlich des Schwedenhauses über den Kapengraben (Karte) | Brücke                   | Löbbenbrücke | 094 40495          | Baudenkmal                                    | Brücke                   |
| Nördlich des Krägengrabens, 51.840219,12.389853 (Karte) | Deichwächterhaus         | Berting | 094 40510          | Baudenkmal                                    | Deichwächterhaus         |
| am Krägen / Fliederwall, (Karte) | Deichwächterhaus         | Rauhes Wallwachhaus | 094 40511          | Baudenkmal                                    | Deichwächterhaus         |
| auf dem Elbdeich westlich der Ortslage Vockerode (Karte) | Denkmal                  | Postament auf dem Vasenwall | 094 40595          | Baudenkmal                                    | Weitere Bilder           |
| südlich des Dianentempels bis BAB 9, östlich der Waldgrenze (Karte) | Feld                     | | 094 40666          | Baudenkmal                                    | Feld                     |
| südlich der L 133 Vockerode - Griesen, östlich Niederförste, westlich der Eisenbahnstrecke Oranienbaum - Vockerode (Karte) | Feld                     | | 094 40667          | Baudenkmal                                    | Feld                     |
| nordöstlich von Schloß Luisium (Karte) | Forsthaus                | Forsthaus Leiner Berg | 094 40453          | Baudenkmal                                    | Weitere Bilder           |
| Am Kapenschlößchen 1 (Karte) | Kapenschlösschen         | Jagdhaus | 094 40593          | Baudenkmal                                    | Weitere Bilder           |
| Am Kapenschlößchen 2, am Kapengraben südlich von Vockerode (Karte) | Wirtschaftsgebäude       | Wirtschaftsgebäude | 094 40593 001      | Teilobjekt eines Baudenkmals                  | Wirtschaftsgebäude       |
| nordwestlich von Vockerode in Elbnähe (Karte) | Sieglitzer Berg          | Park Sieglitzer Berg | 094 40448          | Baudenkmal                                    | Weitere Bilder           |
| nordwestlich von Vockerode in Elbnähe, im Landschaftspark Sieglitzer Berg (Karte) | Gartenhaus               | Solitüde | 094 40448 001      | Teilobjekt eines Baudenkmals                  | Weitere Bilder           |
| nordwestlich von Vockerode in Elbnähe, Osteingang Landschaftspark Sieglitzer Berg (Karte) | Küchengebäude            | Küchengebäude | 094 40448 002      | Teilobjekt eines Baudenkmals                  | Weitere Bilder           |
| nordwestlich von Vockerode in Elbnähe, Osteingang Landschaftspark Sieglitzer Berg (Karte) | Toranlage                | Burgtor | 094 40448 003      | Teilobjekt eines Baudenkmals                  | Weitere Bilder           |
| nordwestlich von Vockerode in Elbnähe, Landschaftspark Sieglitzer Berg (Karte) | Mauer                    | Burgmauer | 094 40448 004      | Teilobjekt eines Baudenkmals                  | Weitere Bilder           |
| nordwestlich von Vockerode in Elbnähe, Landschaftspark Sieglitzer Berg (Karte) | Bank                     | Bank | 094 40448 005      | Teilobjekt eines Baudenkmals                  | Weitere Bilder           |
| nordwestlich von Vockerode in Elbnähe, Landschaftspark Sieglitzer Berg (Karte) | Toranlage                | Dessauer Tor | 094 40448 006      | Teilobjekt eines Baudenkmals                  | Weitere Bilder           |
| nordwestlich von Vockerode in Elbnähe, Südeingang Landschaftspark Sieglitzer Berg (Karte) | Toranlage                | Vockeroder Tor, Klassizistisches Tor | 094 40448 007      | Teilobjekt eines Baudenkmals                  | Weitere Bilder           |
| nordwestlich von Vockerode in Elbnähe am Elbwall (Karte) | Deichwächterhaus         | Deichwächterhaus | 094 40448 008      | Teilobjekt eines Baudenkmals                  | Weitere Bilder           |
| nordwestlich von Vockerode in Elbnähe, Landschaftspark Sieglitzer Berg | Skulptur                 | Skulptur | 094 40448 009      | Teilobjekt eines Baudenkmals - Kleindenkmal   |                          |
| nordwestlich von Vockerode in Elbnähe; Landschaftspark Sieglitzer Berg, westliche Sichtachse | Skulptur                 | Skulptur | 094 40448 010      | Teilobjekt eines Baudenkmals - Kleindenkmal   |                          |
| Landschaftspark Sieglitzer Berg (Karte) | Denkmal                  | Wilhelmsvase | 094 40448 011      | Teilobjekt eines Baudenkmals - Kleindenkmal   | Weitere Bilder           |
| nordwestlich von Vockerode in Elbnähe, Landschaftspark Sieglitzer Berg, an der östlichen Toranlage (Karte) | Hügel                    | Burghügel | 094 40448 012      | Teilobjekt eines Baudenkmals                  | Hügel                    |
| nordwestlich von Vockerode in Elbnähe, am Elbwall, südöstlich des Landschaftsparks Sieglitzer Berg, | Skulptur                 | Skulptur | 094 40448 013      | Teilobjekt eines Baudenkmals - Kleindenkmal   |                          |
| nordwestlich von Vockerode in Elbnähe, am Elbwall, südöstlich des Landschaftsparks Sieglitzer Berg | Skulptur                 | Skulptur | 094 40448 014      | Teilobjekt eines Baudenkmals - Kleindenkmal   |                          |
| nordwestlich von Vockerode in Elbnähe | Skulptur                 | Skulptur | 094 40448 015      | Teilobjekt eines Baudenkmals                  |                          |
| nordwestlich von Vockerode in Elbnähe; unweit des Osteingangs des Landschaftsparks Sieglitzer Berg (Karte) | Mauer                    | Wildsprung | 094 40448 016      | Teilobjekt eines Baudenkmals                  | Weitere Bilder           |
| (Karte) | Wiegleb-Gedenkstein      | Denkmal 2020 als Denkmal eingetragen | 094 40448 017      | Kleindenkmal                                  | Wiegleb-Gedenkstein      |
| (Karte) | Deich                    | Deich 2020 als Denkmal eingetragen | 094 40448 018      | Baudenkmal                                    | Deich                    |
| westlich von Vockerode gegenüber der BAB 9 Zufahrt (Karte) | Wiese                    | Lakaienwiese | 094 40499          | Baudenkmal                                    | Wiese                    |
| links der Elbe, nördlich von Dessau-Waldersee und Vockerode (Karte) | Wiese                    | Kupenwiesen | 094 40622          | Baudenkmal                                    | Wiese                    |
| nordöstlich des Löbben im Vockeroder Forst (Karte) | Wiese                    | Schöne Birkenwiese | 094 40623          | Baudenkmal                                    | Wiese                    |
| östlich von Vockerode, linkselbisch (Karte) | Wiese                    | Wiesenmarke | 094 40624          | Baudenkmal                                    | Wiese                    |
| nördlich der Kupenwiesen, linkselbisch am Elbbogen (Karte) | Wiese                    | Steinhornwiese | 094 40625          | Baudenkmal                                    | Wiese                    |
| nördlich der Kupenwiesen, linkselbisch im Vockeroder Forst (Karte) | Wiese                    | Plankenlinienfleck | 094 40626          | Baudenkmal                                    | Wiese                    |

## Ehemalige Kulturdenkmale
| Lage                          | Bezeichnung            | Beschreibung                                                                     | Erfassungs- nummer | Ausweisungsart                | Bild           |
| ----------------------------- | ---------------------- | -------------------------------------------------------------------------------- | ------------------ | ----------------------------- | -------------- |
| x am Krägen / Fliederwall     | Pavillon               | Pavillon                                                                         | 094 40512          |                               |                |
| Griesener Straße 32 (Karte)   | Kraftwerk Vockerode    | Kraftwerk Kraftwerk Elbe, Kraftwerk Vockerode                                    | 094 40594          | Baudenkmal                    | Weitere Bilder |
| Koordinaten fehlen! Hilf mit. | Schaltwarte            | Schaltwarte                                                                      | 094 40594 001      | Teilobjekte eines Baudenkmals |                |
| Koordinaten fehlen! Hilf mit. | Schaltwarte            | Schaltwarte                                                                      | 094 40594 002      | Teilobjekte eines Baudenkmals |                |
| Koordinaten fehlen! Hilf mit. | Bekohlungsanlage       | Bekohlungsanlage                                                                 | 094 40594 003      | Teilobjekte eines Baudenkmals |                |
| Koordinaten fehlen! Hilf mit. | Pumpenhaus             | Pumpenhaus                                                                       | 094 40594 004      | Teilobjekte eines Baudenkmals |                |
| Koordinaten fehlen! Hilf mit. | Umspannwerk            | Umspannwerk                                                                      | 094 40594 005      | Teilobjekte eines Baudenkmals |                |
| Koordinaten fehlen! Hilf mit. | Maschinenhaus          | Maschinenhaus                                                                    | 094 40594 006      | Teilobjekte eines Baudenkmals |                |
| Koordinaten fehlen! Hilf mit. | Turbinenhaus           | Turbinenhaus                                                                     | 094 40594 007      | Teilobjekte eines Baudenkmals |                |
| Koordinaten fehlen! Hilf mit. | Kesselhaus             | Kesselhaus                                                                       | 094 40594 008      | Teilobjekte eines Baudenkmals |                |
| Koordinaten fehlen! Hilf mit. | Maschinenhaus          | Maschinenhaus                                                                    | 094 40594 009      | Teilobjekte eines Baudenkmals |                |
| Koordinaten fehlen! Hilf mit. | Schornstein            | Schornstein                                                                      | 094 40594 010      | Teilobjekte eines Baudenkmals |                |
| Koordinaten fehlen! Hilf mit. | Transformatorenstation | transformatorenstation                                                           | 094 40594 011      | Teilobjekte eines Baudenkmals |                |
| Koordinaten fehlen! Hilf mit. | Verwaltungsgebäude     | Verwaltungsgebäude                                                               | 094 40594 012      | Teilobjekte eines Baudenkmals |                |
| Koordinaten fehlen! Hilf mit. | Einfriedung            | Einfriedung                                                                      | 094 40594 013      | Teilobjekte eines Baudenkmals |                |
| Koordinaten fehlen! Hilf mit. | Feuerwache             | Feuerwache                                                                       | 094 40594 014      | Teilobjekte eines Baudenkmals |                |
| Walderseer Straße 35 (Karte)  | Wandbild               | Wandbild Nach Zerstörung am 8. September aus dem Denkmalverzeichnis ausgetragen. | 107 30004          |                               | Weitere Bilder |